# Didemnum recurvatum
Didemnum recurvatum är en sjöpungsart som beskrevs av Sluiter 1909. Didemnum recurvatum ingår i släktet Didemnum och familjen Didemnidae. Inga underarter finns listade i Catalogue of Life.